# غاتو باربييري
لياندرو باربييري الملقب بـ«غاتو» (القط) (بالإسبانية: Leandro Barbieri)‏‏ (28 نوفمبر 1932 - 2 أبريل 2016)، كان مغني وموسيقي وقائد فرقة موسيقية أرجنتيني بدأ مسيرته الفنية عام 1961. وهو عازف لآلة الساكسوفون، وسجل أكثر من 50 أسطوانة، وحصل على جائزة غرامي في العام 1972 عن موسيقى فيلم لاست تانغو في باريس.

## وصلات خارجية
- الموقع الرسمي